# Sepp Holzer
Sepp Holzer, občanským jménem Josef Holzer (narozen 24. července 1942 v Ramingsteinu) je rakouský sedlák, spisovatel a mezinárodní poradce pro přírodní zemědělství. Pochází z tradiční rakouské katolické rodiny sedláků. V roce 1962 převzal horský statek svých rodičů Krameterhof, kde hospodaří permakulturním způsobem. Je autorem několika knih týkajících se ekologického zemědělství.